# Ben Platt Live from Radio City Music Hall
Ben Platt Live from Radio City Music Hall é um concerto americano de 2020 do ator, cantor e compositor Ben Platt. O filme documenta a parada final de sua primeira turnê, "Sing to Me Instead Tour", em que o evento de apenas uma noite foi gravado ao vivo em 29 de setembro de 2019, no Radio City Music Hall em Nova York. O especial, dirigido por Alex Timbers e Sam Wrench, e produzido por Platt, Timbers, Ben Winston, Lee Lodge, Adam Mersel e Heather Reynolds, foi lançado na Netflix em 20 de maio de 2020.

## Elenco
- Ben Platt

### Cantores de fundo
- Crystal Monee Hall
- Kojo Littles
- Allen René Louis

### Músicos
- David Cook - Diretor Musical / Piano
- Mike Ricchiuti - Teclados
- Nir Felder - Guitarrista
- Justin Goldner - Guitarrista
- Amanda Lo - Violino
- Reenat Pinchas - Violoncelo
- Julia Adamy - Baixista
- Derrick Wright - Bateria

## Lista de músicas
1. "Bad Habit"
2. "Temporary Love"
3. "Honest Man"
4. "Hurt Me Once"
5. "New"
6. "The Joke" (Brandi Carlile cover)
7. "Better"
8. "Share Your Address"
9. "Ease My Mind"
10. "Rain"
11. "In Case You Don't Live Forever"
12. "Take Me to the Pilot" (Elton John cover)
13. "Grow as We Go"
14. "Older"
15. "Run Away"